# Granskär (norra Hammarland, Åland)
Granskär är en ö i Åland (Finland). Den ligger i Skärgårdshavet och i kommunen Hammarland i landskapet Åland, i den sydvästra delen av landet. Ön ligger omkring 33 kilometer norr om Mariehamn och omkring 290 kilometer väster om Helsingfors.
Öns area är 12,2 hektar och dess största längd är 0,7 kilometer i nord-sydlig riktning.